# Direito administrativo
Direito administrativo é um ramo autônomo, dentro do direito público interno, que basicamente se concentra no estudo da Administração Pública e da atividade de seus integrantes. Tal disciplina tem por objeto os órgãos, entidades, agentes e atividades públicos, e a seu objetivo é a sistematização dos fins desejados pelo Estado, ou seja, o interesse público, regrado pelo princípio da legalidade. Tudo que se refere ao instituto da Administração Pública e à relação jurídica entre ela e os administrados e seus servidores é regrado e estudado pelo direito administrativo. Dito isso, pode-se definir o Direito Administrativo como "o conjunto de regras e princípios aplicáveis ao Estado em suas relações com particulares, com seus agentes ou consigo mesmo, tendentes à realização de atividades administrativas típicas ou outras de índole privada, mas sempre visando o interesse público".
O Direito Administrativo integra o ramo do direito público, cuja principal característica, dependo do caso, é a desigualdade jurídica entre as partes envolvidas, haja vista, o atributo da supremacia do interesse público sobre o privado. De um lado, a Administração Pública defende os interesses coletivos; de outro, o particular. Havendo conflito entre tais interesses, haverá de prevalecer o da coletividade, representado pela Administração Pública. No Direito Público, a Administração Pública se encontrará sempre em um patamar superior ao do particular, diferentemente do que é visto no direito privado.

## História
O direito administrativo nasceu no final do século XVIII, com forte influência do direito francês, que foi o grande inovador no regramento das matérias correlatas à Administração Pública. Como disciplina autônoma, assim como a maioria das matérias do direito público, surgiu em período posterior à implantação do Estado de Direito, que se deu logo após a Revolução Francesa. A França é considerada o berço de inúmeros institutos de Direito Administrativo, os quais tiveram origem nas construções jurisprudenciais  do Conselho de Estado.
A França adotou o sistema da dualidade de jurisdição, tendo em vista o sentimento de desconfiança em relação ao Poder Judiciário, pois os revolucionários não desejavam que as decisões do Executivo pudessem ser por ele revistas e modificadas. Daí desenvolveu-se a jurisdição administrativa separada da jurisdição comum.
Originariamente, o contencioso francês subordinava-se ao governo, na chamada fase da justiça retida, por isso se costuma dizer que houve um suposto “pecado original” do Direito Administrativo, que, não obstante a Revolução, manteve algumas relações distorcidas do regime anterior; no entanto, a partir de 1872, houve o reconhecimento legal da autonomia do Conselho de Estado, a partir da adoção da justiça delegada.
O direito administrativo brasileiro, por sua vez, adotou o sistema estadunidense da unidade de jurisdição desde a Constituição de 1891, sem se filiar, todavia, à sistemática do Common Law, entre outros fatores, justamente porque submete as questões envolvendo a Administração Pública a uma disciplina diferenciada daquela encontrada no direito comum/privado.
Mesmo que a Justiça Comum julgue a Administração Pública no Brasil, ainda assim o fará segundo regras e princípios de direito público, provenientes do regime jurídico administrativo, daí o motivo da influência francesa.
Por conseguinte, a teoria dos atos administrativos desenvolvida pelas decisões do contencioso francês influenciou na concepção brasileira dos atos, bem como a teoria do contrato, com cláusulas exorbitantes, ou mesmo o regime diferenciado dos bens públicos. Nesta perspectiva, sintetiza Di Pietro que: “o direito administrativo francês nasceu como direito não legislado, porque formulado pelo juiz para suprir as lacunas da legislação, então inexistente. Daí a contribuição do Conselho de Estado para a elaboração de princípios informativos do direito administrativo”.

## No Brasil
No Brasil, diferentemente, por exemplo, do direito civil, do direito penal e do direito do trabalho, não há um código específico para o direito administrativo, sendo logo considerado como direito não codificado. Seu estudo é feito por meio da Constituição Federal, além das inúmeras leis esparsas pertinentes, tanto em âmbito federal, estadual, distrital e municipal.
A nível federal, alguns exemplos dessas leis são:
- Decreto-Lei n.º 200 de 1967, que trata da Organização Administrativa;
- Lei n.º 8.112 de 1990, que trata dos servidores públicos civis da União, autarquias e fundações públicas federais. É o Regime jurídico dos servidores públicos[6];
- Lei n.º 8.457 de 1992, que trata da Justiça Militar da União[7];
- Lei Complementar n.º 73 de 1992, que trata da Advocacia-Geral da União (AGU)[8];
- Lei n.º 8.625 de 1993, a Lei Orgânica do Ministério Público[9];
- Lei n.º 8.666 de 1993, que trata das licitações;
- Lei n.º 8.987 de 1995, que trata dos serviços públicos;
- Lei n.º 9.266 de 1996, que trata da organização da Polícia Federal[10];
- Lei n.º 9.784 de 1999, que trata do processo administrativo

## Princípios
O direito administrativo é regido por alguns princípios, como mostra o artigo 37 da Constituição Federal. Os objetivos desses princípios são de controlar as atividades administrativas em todos os integrantes da Federação brasileira.

### Expressos
- Legalidade: Este principio diz que todos os atos da administração pública devem ser feitos de acordo com a lei. Ou seja, em nenhum momento o administrador público pode se desviar do que a lei diz. O particular poderá fazer tudo que a lei não veda, conforme elucida a Constituição Federal: 5.º, inciso II, da Constituição Federal, “ninguém será obrigado a fazer ou deixar de fazer alguma coisa senão em virtude de lei. A administração pública poderá atuar somente naquilo que a lei expressamente autoriza, neste caso não há espaço para inovações, pois suas consequências podem afetar a vida de centenas e quiçá milhares de pessoas.[12]..

Porém há três casos em que o Principio da Legalidade pode não ser aplicado: Estado de Defesa, Estado de Sítio e Medidas provisórias 
- Impessoalidade:  O principio da impessoalidade possui três aspectos que o caracterizam:

1) Dever de isonomia por parte da administração pública: Diz que a administração pública deve tratar a todos os seus administrados de maneira igualitária, não fazendo entre eles nenhum tipo de distinção
2) Dever de conformidade aos interesses públicos: A lei deve ser cumprida com o objetivo de atender aos interesses da coletividade.
3) Vedação à promoção pessoal de agentes públicos: Qualquer obra ou ato da administração pública nunca devem ser feitos com o objetivo de promover um único agente ou terceiros.
- Moralidade: Não basta que os atos da administração pública estejam autorizados por lei, deve-se também zelar pelo decoro, probidade e boa-fé. Ou seja, deve ser bem visto pela coletividade. Além disso, a moralidade é requisito para que um ato administrativo seja considerado válido. Ou seja um ato imoral é um ato inválido.

- Publicidade: Diz que todos os atos da administração pública devem receber a mais ampla divulgação. A publicidade é requisito para que o ato tenha eficácia. Logo se um ato feito não for publicado para que todos vejam, ele não terá eficácia nenhuma.

- Eficiência: Todos os serviços da administração pública devem ser feitos de maneira eficiente. Eficiência significa produzir o máximo com qualidade e com o mínimo de recursos.